# Pakhtakor Futbol Klubi
O FC Pakhtakor Tashkent é um clube de futebol localizado da cidade de Tashkent, Uzbequistão, fundado em 1956. Como curiosidade, pode-se dizer que o nome significa "coletores de algodão", e que o Uzbequistão é um dos principais produtores mundiais de algodão. Seu principal rival é o Bunyodkor.

## Tragédia
No dia 11 de agosto de 1979, uma colisão aérea entre dois aviões russos Tupolev 134As da Aeroflot, vitimou a equipe de futebol do Pakhtakor Tashkent, que fazia o vôo 7880, rota Tashkent - Donetsk - Minsk sobre a antiga União Soviética.
Uma falha do controle de tráfego aéreo da Rússia na separação aérea das aeronaves causou o choque entre elas, a 27.200 pés de altitude, que vieram a cair sobre a cidade de Dneprodzerzhinsk, na Ucrânia.
No avião prefixo CCCP-65735 da delegação do Pakhtakor Tashkent morreram todos os 84 ocupantes, entre eles os 14 jogadores e os três membros da comissão técnica. Na outra aeronave, a de prefixo CCCP-65816, morreram os 94 ocupantes. Computando as duas aeronaves o saldo foi de 178 mortos.

## Títulos

### Nacionais
- Campeonato Uzbeque: 16 títulos (1992, 1998, 2002, 2003, 2004, 2005, 2006 e 2007, 2012, 2014, 2015, 2019, 2020, 2021, 2022, 2023)
- Copa do Uzbequistão: 12 títulos (1993, 1997, 2001, 2002, 2003, 2004, 2005, 2006, 2007, 2009, 2011, 2019)
- Primeira Liga Soviética: 1 título (1972)